# Pereira (Forcarey)
Pereira (oficialmente San Bartolomeu de Pereira) es una parroquia española del municipio de Forcarey, perteneciente a la provincia de Pontevedra, en la comunidad autónoma de Galicia.

## Toponimia
La parroquia puede aparecer referida como «Pereira» y «Pereiras».

## Historia
Hacia mediados del siglo XIX, la parroquia, ya por entonces perteneciente a Forcarey, tenía contabilizada una población de 230 habitantes. Aparece descrita en el duodécimo volumen del Diccionario geográfico-estadístico-histórico de España y sus posesiones de Ultramar de Pascual Madoz con las siguientes palabras:

PEREIRA (San Bartolomé): felig. en la prov. de Pontevedra (8 1/2 leg.), part. jud. de Tabeirós (á la Estrada 2 1/2), dióc. de Santiago (5) y ayunt. de Forcarey (1 1/2). sit. en la pendiente NE. del monte de su nombre; el clima es frio y propenso á fiebres y reumas. Tiene 50 casas en los l. de Brea, Castro, Crercellas, Pernias, Muras y San Bartolomé. La igl. parr. dedicada á este sano es aneja de la de Quintillan. Confina el térm. N. Olives y Pardemarin; E. Acibeiro; S. este mismo, y O. Meavia y Acibeiro. El terreno es gredoso y de inferior calidad; le baña en parte el r. Umia que por Codeseda y Caldas de Reyes se dirige á Cambados. El monte de San Bartolomé se halla en el centro de la parr. y une el Arnao con el Candan. Los caminos son trasversales y malisimos: el correo se recibe de la Estrada. prod.: maiz, patatas, centeno, trigo y nabos; se cria ganado vacuno, de cerda, lanar y cabrio, y caza de conejos, liebres y perdices. ind.: la agrícola, 2 molinos harineros, carboneo y arriería. pobl.: 50 vec., 230 alm. contr.: con su ayunt.
(Madoz, 1849, p. 811)

En 2023, tenía empadronados 120 habitantes.